# Leone Leoni
Leone Leoni (1509 Arezzo – 22. července 1590 Milán) byl významný italský renesanční sochař, medailér, zlatník a sběratel umění, vůdčí osobnost své generace.

## Život
Leoni vynikl nejdříve jako medailér a postupně se dopracoval k velkým zakázkám monumentálního sochařství, jezdil za svými zákazníky po mnoha italských městech pracoval také v Německu (Augsburg) a Nizozemsku (Brusel). Uplatnil se jako medailér rodiny Gonzaga, odlil bronzovou sochu Vespasiana Gonzagy pro náhrobek jeho rodiny v kostele Korunování Panny Marie v Sabbionetě, dále pracoval pro Pierluigiho Farnese, pro město Guastellu vytvořil bronzový pomník kondotiéra a sicilského místokrále Ferranta I. Gonzagy jako vítěze nad osmanskými Turky. Dále modeloval medaile pro rodiny Doria, Sforza. Jako dvorní sochař a medailér španělského krále Karla V. vytvořil ve Madridu několik bronzových a mramorových soch členů královské rodiny, bronzové tumby Karla V. a Filipa II. pro královské mauzoleum v Escorialu, modely bronzových soch pro retábl hlavního oltáře v královské bazilice San Lorenzo v El Escorialu, dále reliéfy, medaile, ryl také kameje.
V roce 1541 si v Miláně navrhl a dal postavit vlastní palác s bohatou sochařskou dekorací, zvaný Casa degli Omenoni, v němž měl ateliér a rozsáhlou sbírku starého umění. Zval tam své zákazníky, aby jim mohl nabídnout a předvést návrhy a realizace svých prací. Pro Milánský dóm navrhl trojici bronzových soch pro náhrobek kondotiéra Giana Giacoma Medicejského, zvaného Medeghino. Medaile dodával rodině Viscontiů, mince a medaile modeloval pro kardinála Granvellena, portrétní medaili a voskový reliéf pro Michelangela.

## Učitel a vzor
Dokonale ovládal strategii úspěchu, a tak si u něj prestižní zakázky objednávaly přední šlechtické rodiny z Itálie a z habsburských zemí od Španělska po Nizozemí. Založil sochařskou školu a pracoval s několika pomocníky. V jeho dílně se vyučil syn Pompeo Leoni, který jako sochař odešel do Španělska, aby po otci dokončil šest bronzových soch světců pro hlavní oltář královské baziliky v El Escorial. Dále se u Leoniho vyučil sochař Jacopo Nizzolla, zvaný Jacopo da Trezzo. Leoniho školení a strategii nabídky uplatnil medailér Antonio Abondio na dvoře Rudolfa II. v Praze a ve Vídni., repertoárem sochařské práce se Leonimu přiblížil také Adriaen de Vries.

## Galerie

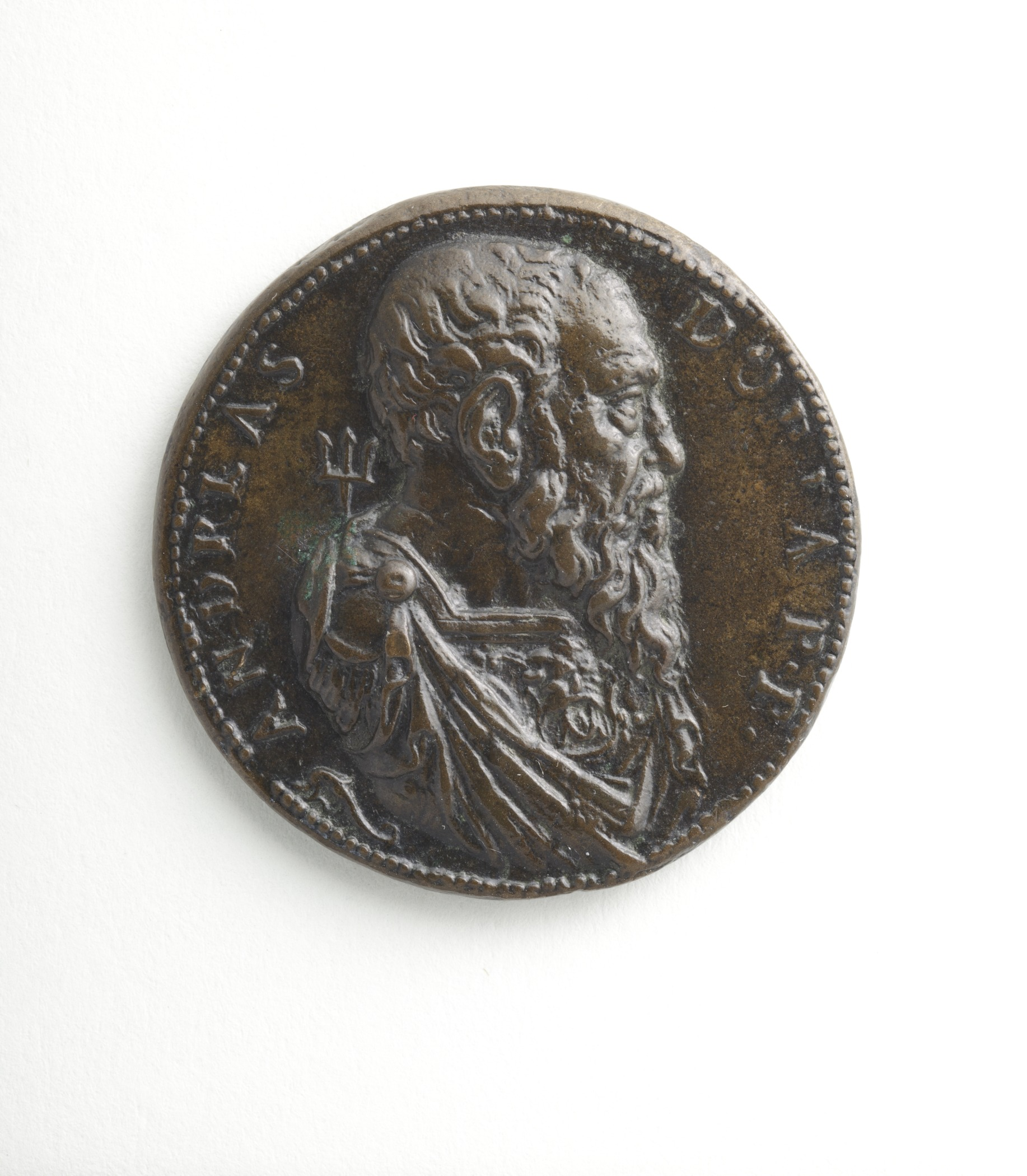
Janovský admirál Andrea Doria (1468-1560)
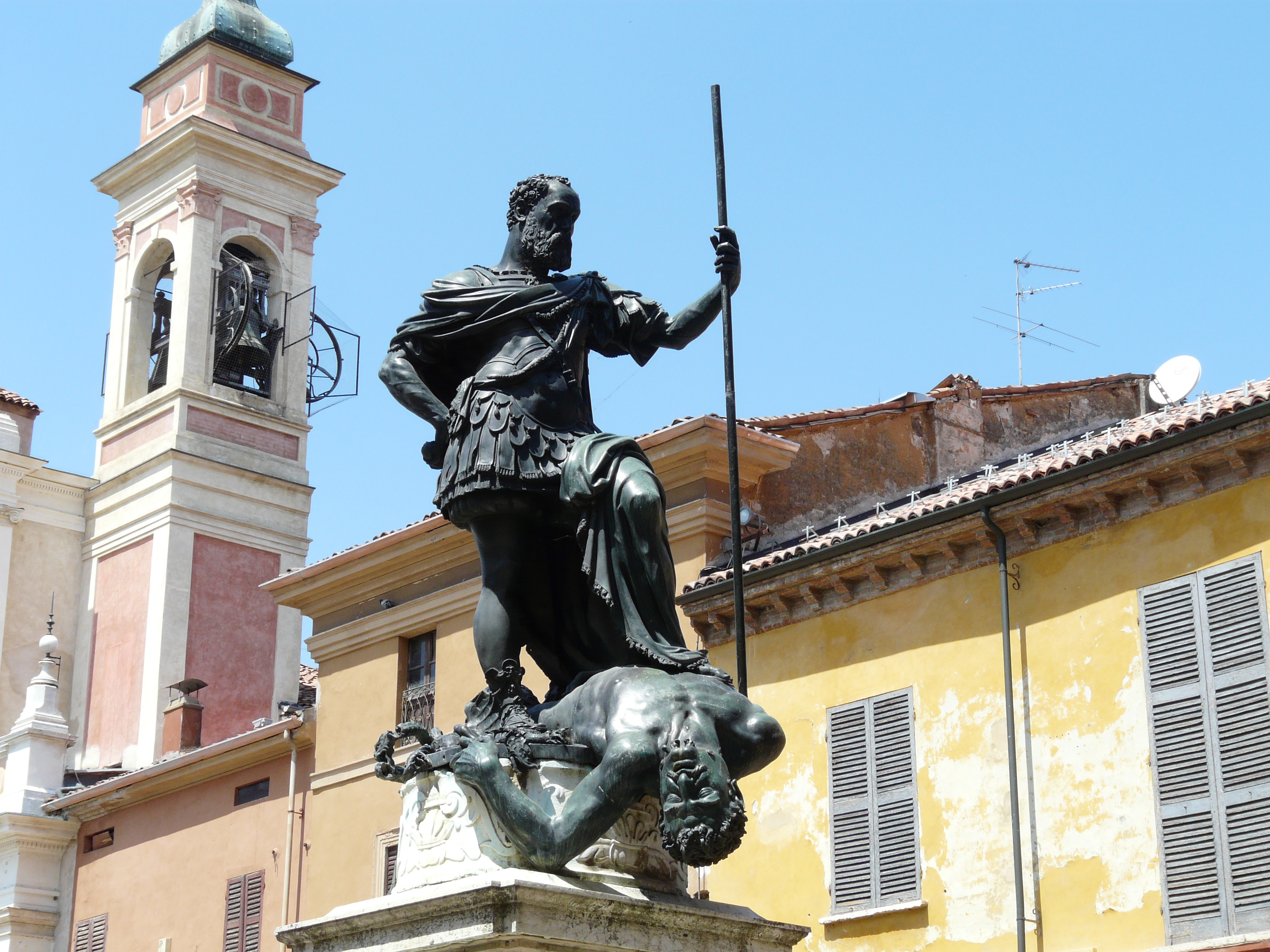
Pomník Ferranta I. Gonzagy v Guastalle
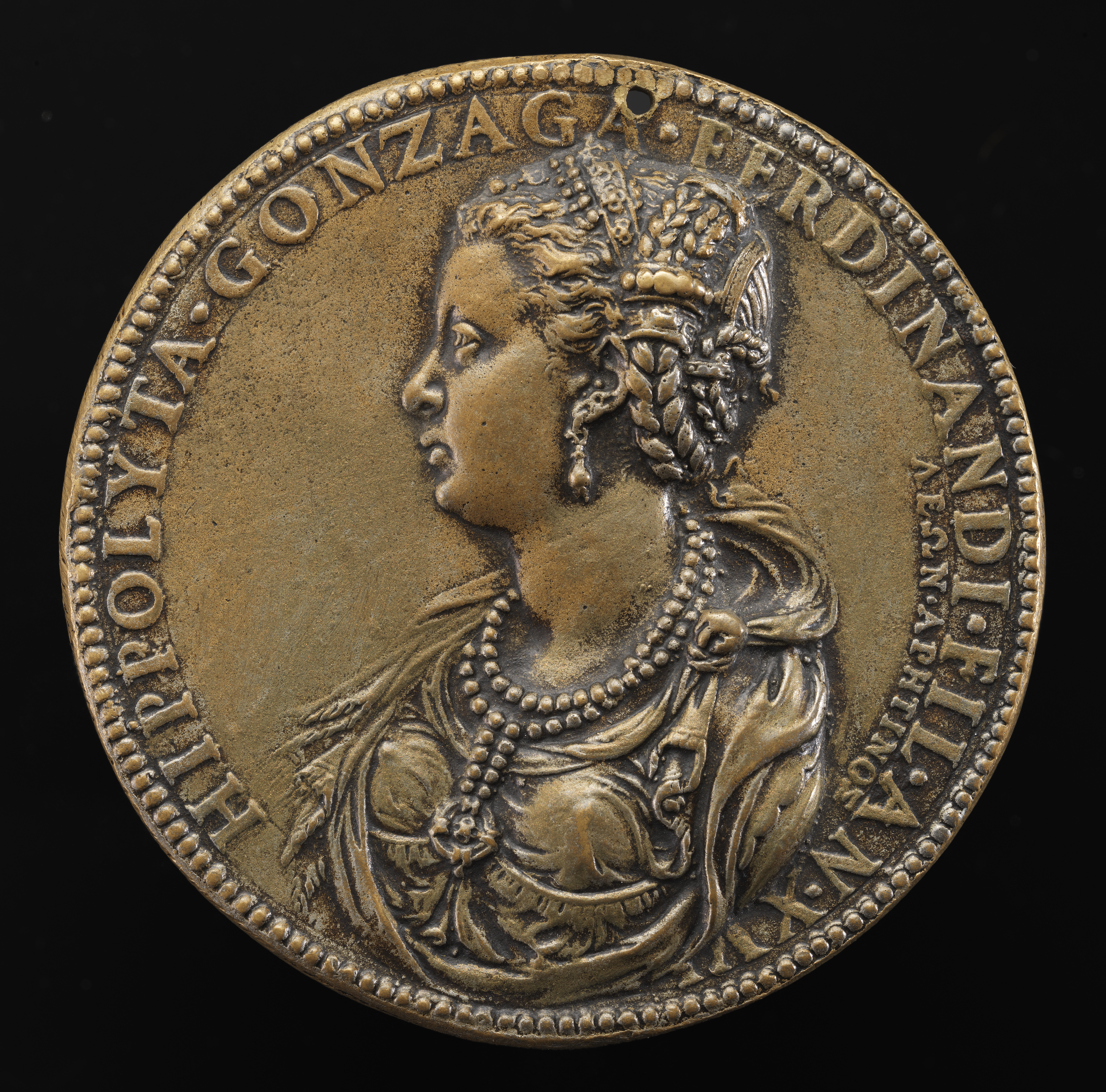
Ippolita Gonzaga, dcera Ferrantova (1535-1563), 1551
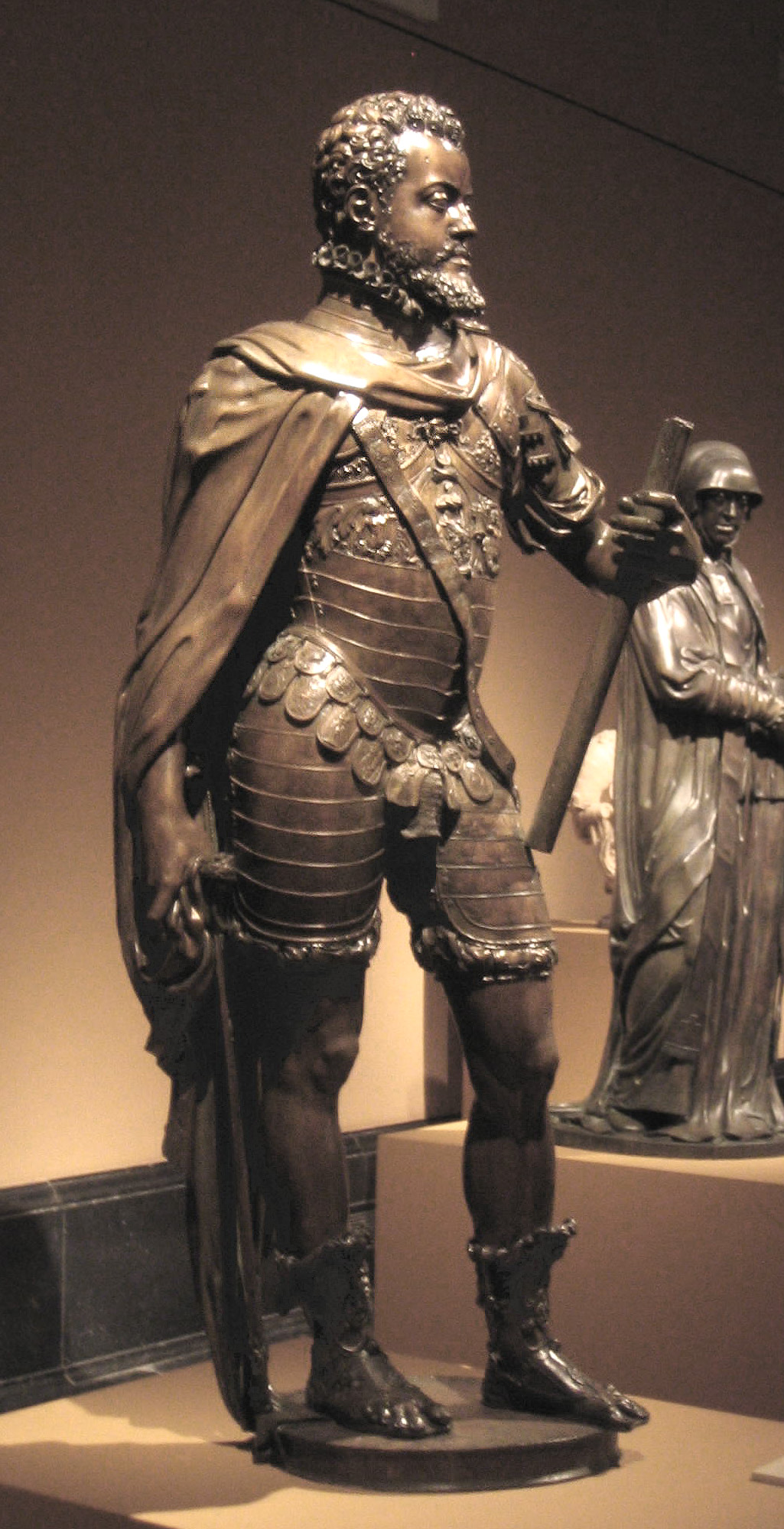
Socha Filipa II. v Pradu
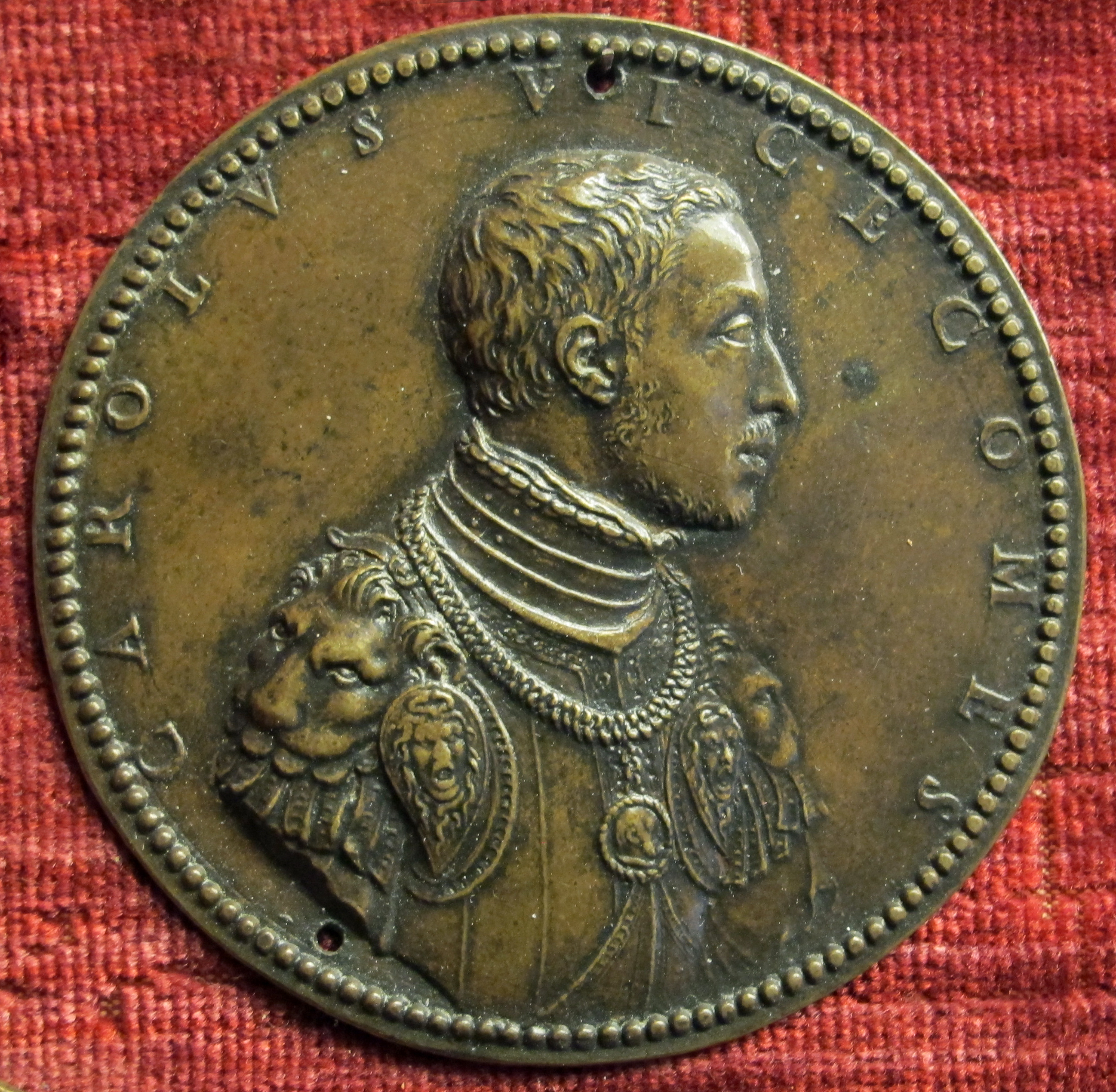
Kardinál Carlo Visconti (1523-1565)
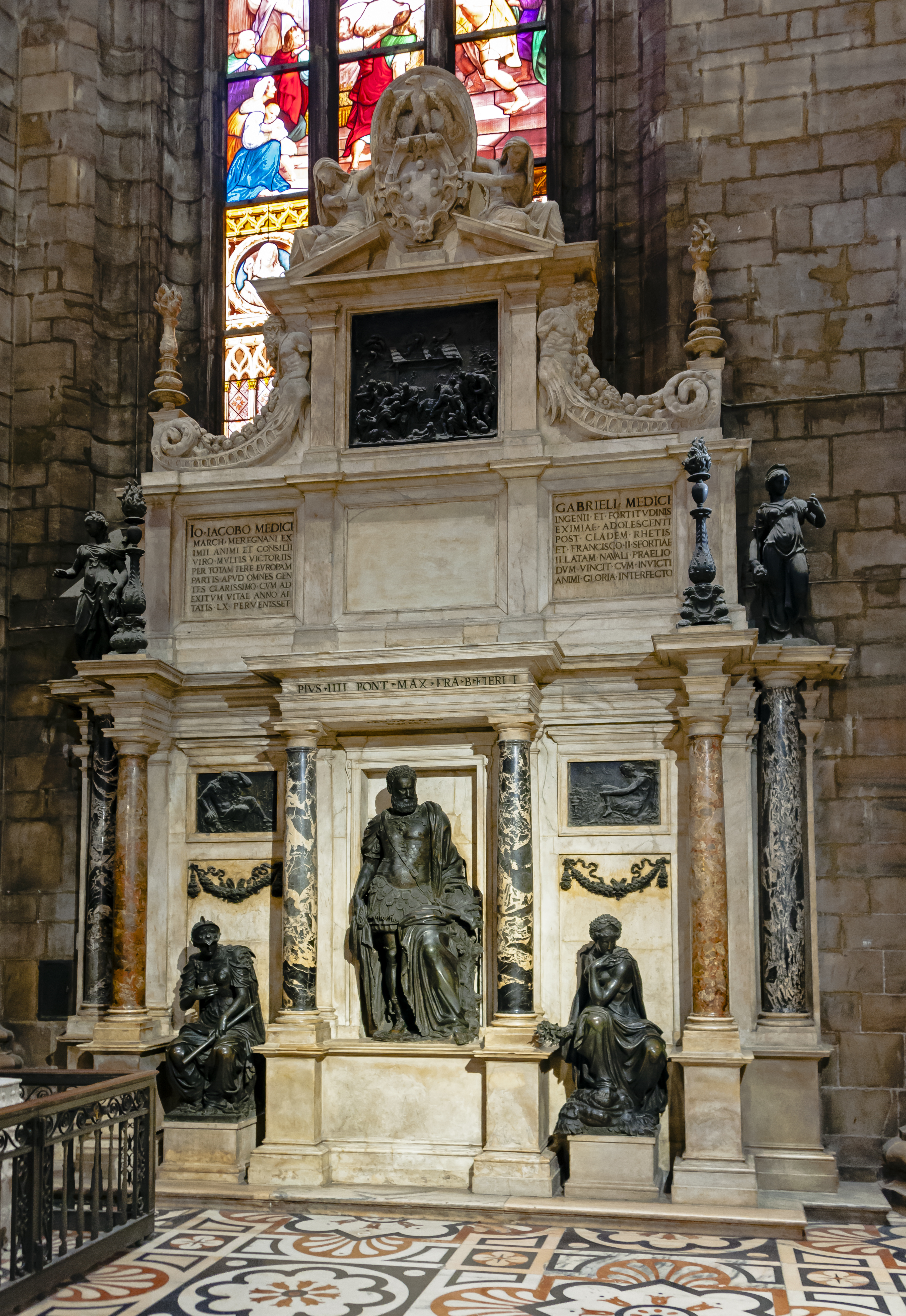
Náhrobek G. G. Medici v Milánském dómu
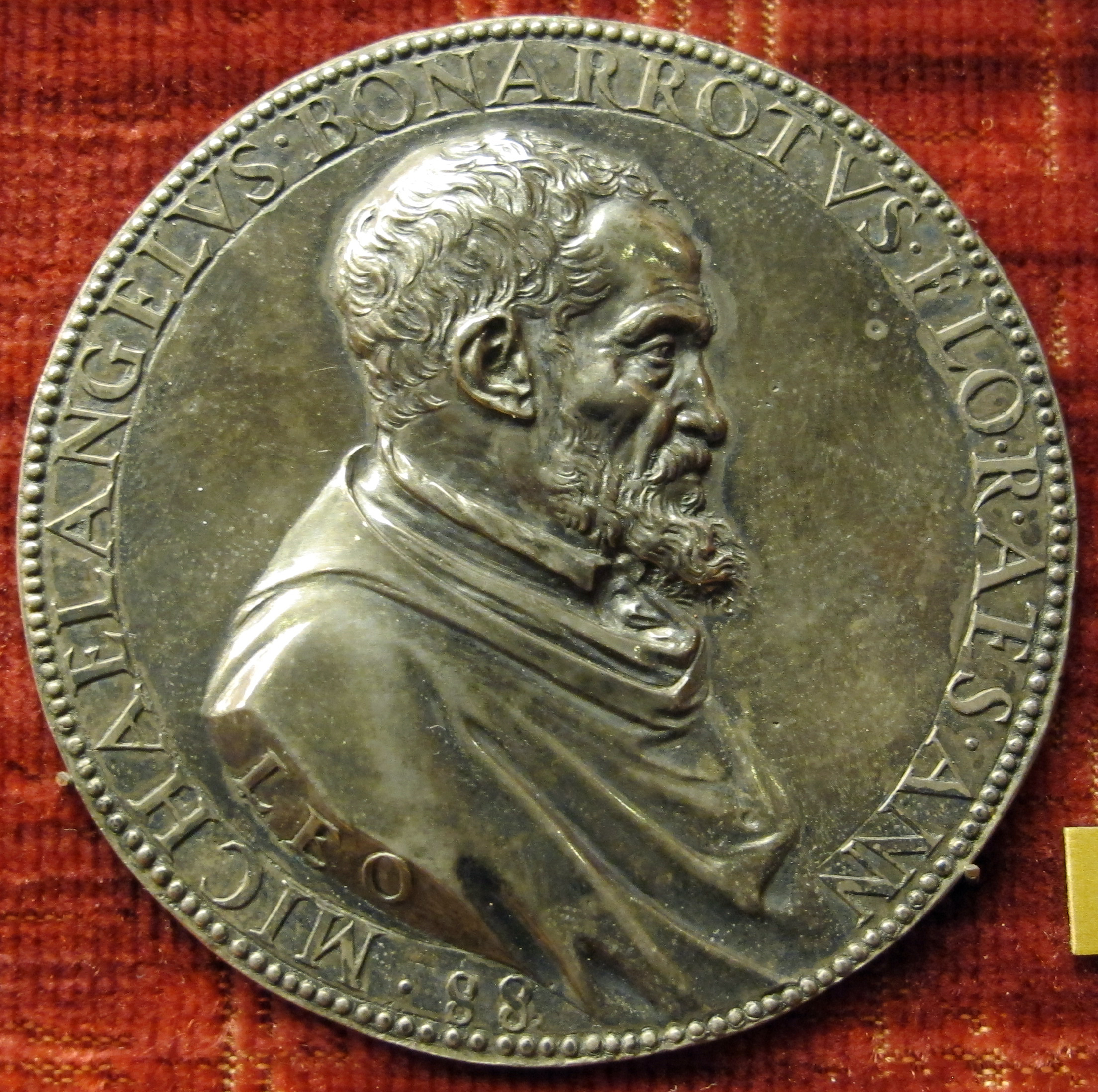
Michelangelo Buonarroti
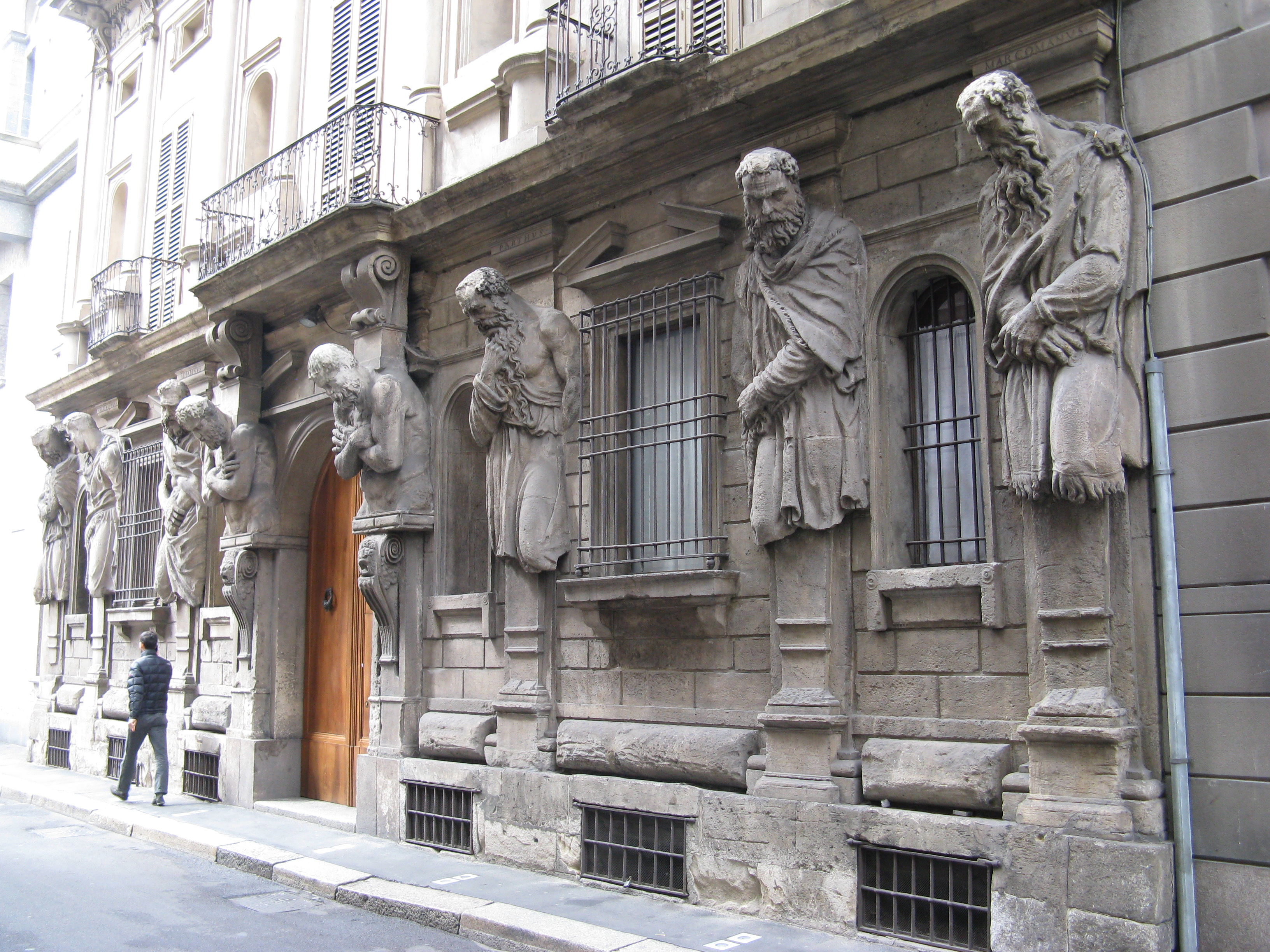
Vlastní dům v Miláně "Casa degli Omenoni"